# Saint-Sauveur-Gouvernet
Pour les articles homonymes, voir Saint-Sauveur.
Saint-Sauveur-Gouvernet est une commune française située dans le département de la Drôme, en région Auvergne-Rhône-Alpes.

## Géographie

### Localisation
Saint-Sauveur-Gouvernet est une commune des Baronnies, dans la Drôme provençale.

### Relief et géologie
Le relief peut être défini en deux secteurs :
- au sud et à l'ouest : une plaine arrosée par l'Ennuye ;
- au nord et au nord-est : une zone vallonnée par les Montagnes de Grimagne (1 242 m) et du Grèle (1 276 m)[1].

### Hydrographie
Plusieurs affluents de l'Ennuye prennent leur source sur la commune.

### Climat
Pour des articles plus généraux, voir Climat d'Auvergne-Rhône-Alpes et Climat de la Drôme.
En 2010, le climat de la commune est de type climat méditerranéen altéré, selon une étude du Centre national de la recherche scientifique s'appuyant sur une série de données couvrant la période 1971-2000. En 2020, Météo-France publie une typologie des climats de la France métropolitaine dans laquelle la commune est exposée à un climat de montagne ou de marges de montagne et est dans la région climatique  Alpes du sud, caractérisée par une pluviométrie annuelle de 850 à 1 000 mm, minimale en été. 
Pour la période 1971-2000, la température annuelle moyenne est de 11,6 °C, avec une amplitude thermique annuelle de 17 °C. Le cumul annuel moyen de précipitations est de 880 mm, avec 7,3 jours de précipitations en janvier et 4,5 jours en juillet. Pour la période 1991-2020, la température moyenne annuelle observée sur la station météorologique de Météo-France la plus proche, « Bésignan », sur la commune de Bésignan à 3 km à vol d'oiseau, est de 12,6 °C et le cumul annuel moyen de précipitations est de 783,1 mm,. Pour l'avenir, les paramètres climatiques de la commune estimés pour 2050 selon différents scénarios d'émission de gaz à effet de serre sont consultables sur un site dédié publié par Météo-France en novembre 2022.

### Voies de communication et transports
La commune est accessible par les routes déparmentales RD 64 depuis Sainte-Jalle, RD 162 depuis Bésignan et Bellecombe-Tarendol.

## Urbanisme

### Typologie
Au 1er janvier 2024, Saint-Sauveur-Gouvernet est catégorisée commune rurale à habitat très dispersé, selon la nouvelle grille communale de densité à 7 niveaux définie par l'Insee en 2022.
Elle est située hors unité urbaine et hors attraction des villes,.

### Occupation des sols
L'occupation des sols de la commune, telle qu'elle ressort de la base de données européenne d’occupation biophysique des sols Corine Land Cover (CLC), est marquée par l'importance des forêts et milieux semi-naturels (54,6 % en 2018), en diminution par rapport à 1990 (56 %). La répartition détaillée en 2018 est la suivante :
forêts (34,1 %), zones agricoles hétérogènes (33 %), milieux à végétation arbustive et/ou herbacée (18 %), terres arables (5,3 %), cultures permanentes (5,1 %), espaces ouverts, sans ou avec peu de végétation (2,6 %), prairies (2 %). L'évolution de l’occupation des sols de la commune et de ses infrastructures peut être observée sur les différentes représentations cartographiques du territoire : la carte de Cassini (XVIIIe siècle), la carte d'état-major (1820-1866) et les cartes ou photos aériennes de l'IGN pour la période actuelle (1950 à aujourd'hui).

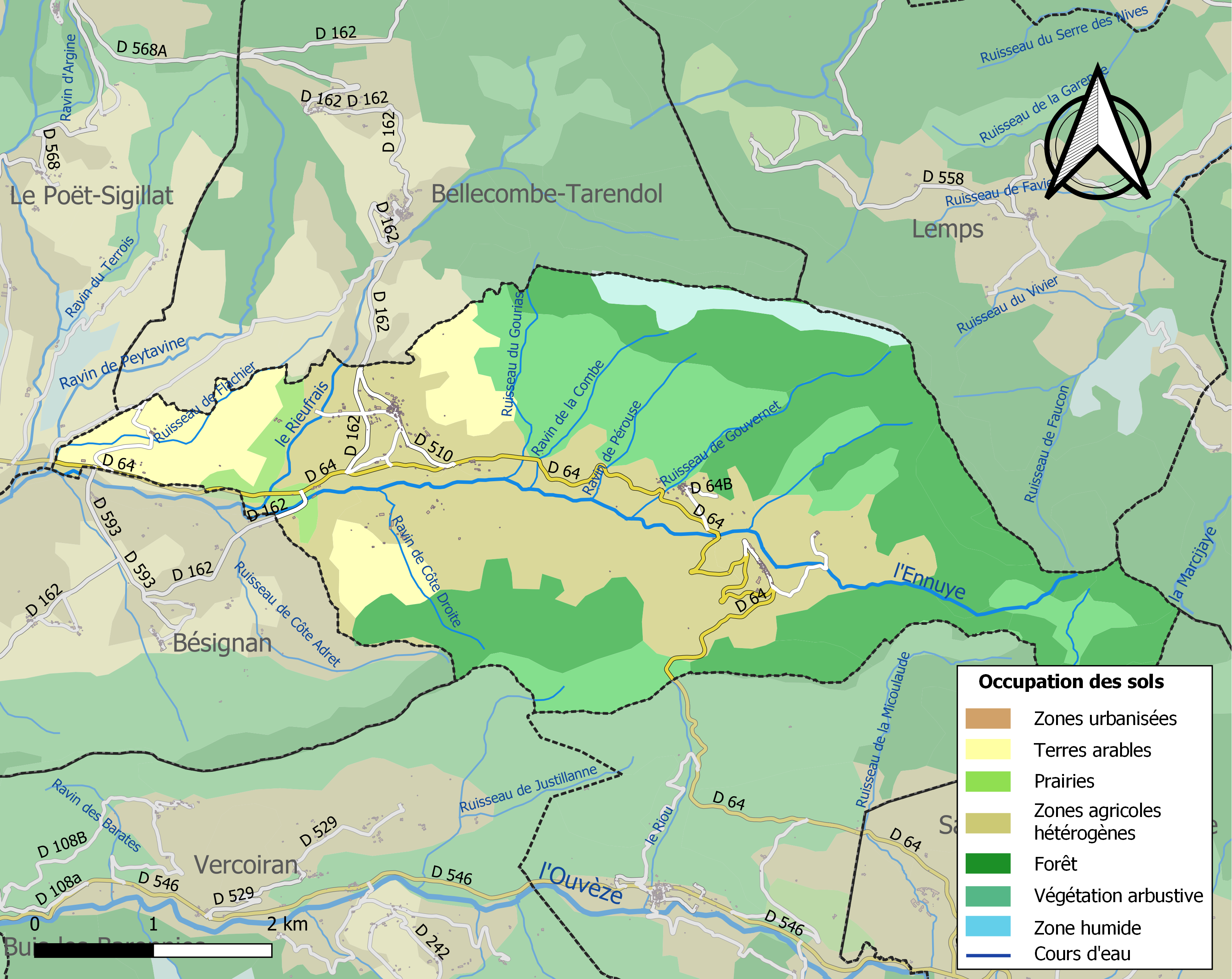
Carte des infrastructures et de l'occupation des sols de la commune en 2018 (CLC).

### Morphologie urbaine
Village perché.

#### Hameaux et lieux-dits
En plus du village principal, deux hameaux sont présents : Gouvernet » et la Bâtie-Verdun.

## Toponymie

### Attestations
Dictionnaire topographique du département de la Drôme :
- 1293 : castrum Sancti Salvatoris (Valbonnais, II, 35) ;
- 1317 : castrum de Sancto Salvatore Vallis Bodonensis (Valbonnais, II, 167) ;
- 1550 : Sainct Salveur (archives de la Drôme, E 2338) ;
- 1591 : Sainct Saulveur (archives de la Drôme, E 3251) ;
- 1891 : Saint-Sauveur, commune du canton de Buis-les-Baronnies.

(non daté)[réf. nécessaire] : Saint-Sauveur-Gouvernet.

## Histoire

### Préhistoire
Découverte d'objets préhistoriques.

### Antiquité: les Gallo-romains
Découverte d'inscriptions antiques.

### Du Moyen Âge à la Révolution
La seigneurie :
- Au point de vue féodal, Saint-Sauveur était une terre du fief des barons de Mévouillon.
- 1303 : possession des Bésignan.
- 1557 : la moitié de la terre est vendue aux La Tour.
- (non daté) ; l'autre moitié passe aux Rosset.
- 1582 : les La Tour acquièrent la moitié des Rosset. La terre est réunifiée.
- 1664 : la terre est vendue aux Langes.
- 1677 : elle est vendue aux Raffélis de Soissan, derniers seigneurs.

Le château de Gouvernet a été rendu célèbre par René de La Tour qui y naquit en 1543 et en devint le seigneur. Il prit, sous le nom de Gouvernet, une part active aux guerres de Religion qui, pendant un demi-siècle ensanglantèrent le Dauphiné. On l'a surnommé l'« Ajax protestant ». Henri IV lui donna, avec le titre de conseiller d'État, une pension de dix mille livres et Louis XIII le fit marquis de la Charce. Il devint gouverneur de Mévouillon, Die, Nyons et Montélimar[réf. nécessaire].
Avant 1790, Saint-Sauveur était une communauté de l'élection de Montélimar, de la subdélégation et du bailliage du Buis.

Elle formait une paroisse du diocèse de Sisteron, dont l'église dédiée à saint Sixte était celle d'un prieuré de bénédictins (de la filiation de Montmajour-lès- Arles) dont le titulaire avait la collation de la cure et les dîmes de la paroisse.

### De la Révolution à nos jours
En 1790, la commune est comprise dans le canton de Sainte-Jalle. La réorganisation de l'an VIII (1799-1800) la place dans le canton de Buis-les-Baronnies.

## Politique et administration

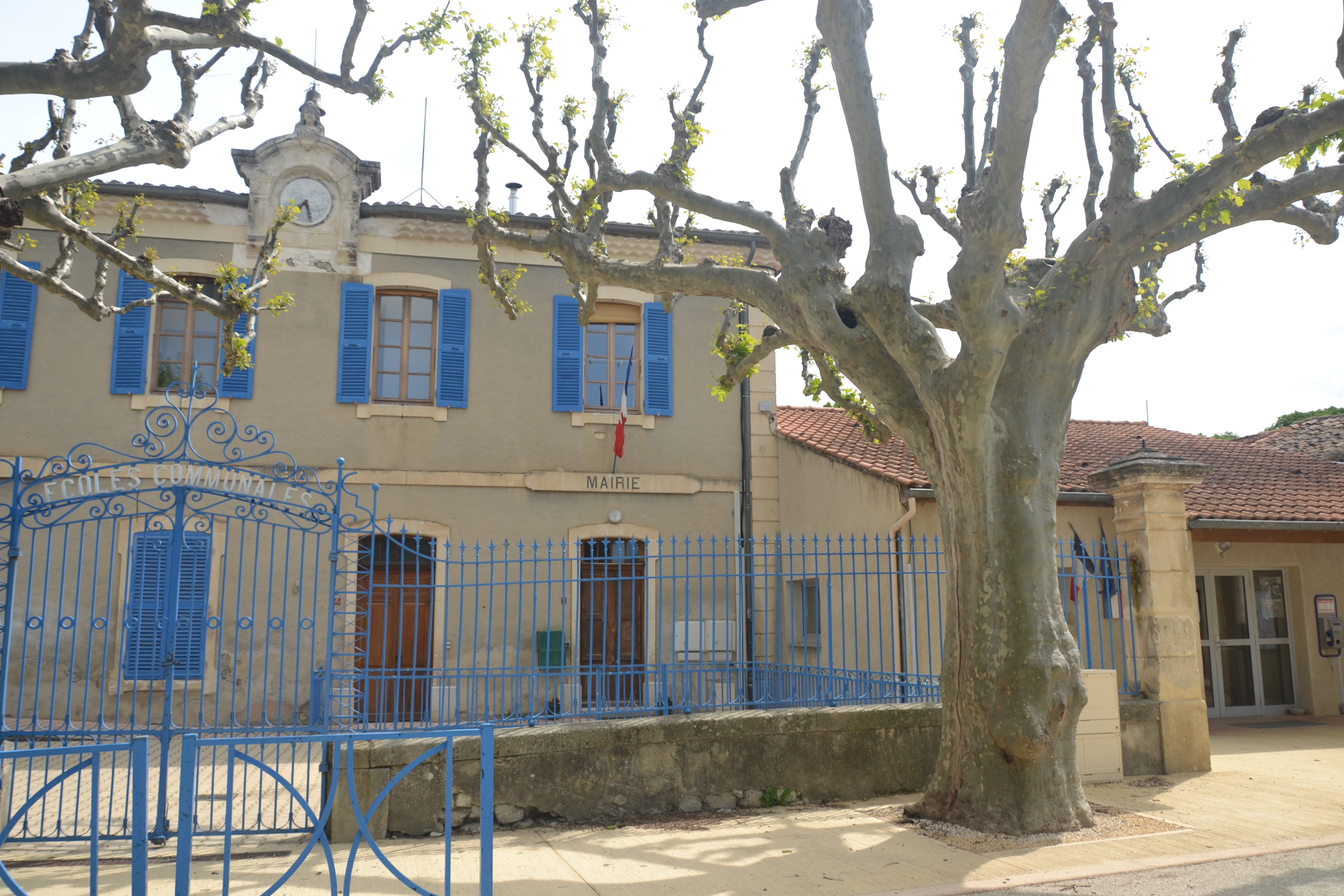
Mairie de Saint-Sauveur-Gouvernet.

### Liste des maires
| Période                                  | Période  | Identité                                    | Étiquette     | Qualité        |
| ---------------------------------------- | -------- | ------------------------------------------- | ------------- | -------------- |
| Les données manquantes sont à compléter. |          |                                             |               |                |
| 1871                                     |          | ?                                           |               |                |
| 1874                                     |          | ?                                           |               |                |
| 1878                                     |          | ?                                           |               |                |
| 1884                                     |          | ?                                           |               |                |
| 1888                                     |          | ?                                           |               |                |
| 1892                                     |          | ?                                           |               |                |
| 1896                                     |          | ?                                           |               |                |
| 1900                                     |          | ?                                           |               |                |
| 1904                                     |          | ?                                           |               |                |
| 1908                                     |          | ?                                           |               |                |
| 1912                                     |          | ?                                           |               |                |
| 1919                                     |          | ?                                           |               |                |
| 1925                                     |          | ?                                           |               |                |
| 1929                                     |          | ?                                           |               |                |
| 1935                                     |          | ?                                           |               |                |
| 1945                                     |          | ?                                           |               |                |
| 1947                                     |          | ?                                           |               |                |
| 1953                                     |          | ?                                           |               |                |
| 1959                                     |          | ?                                           |               |                |
| 1965                                     |          | ?                                           |               |                |
| 1971                                     |          | ?                                           |               |                |
| 1977                                     | ?        | Léopold Deydier                             |               |                |
| 1983                                     |          | ?                                           |               |                |
| 1989                                     |          | ?                                           |               |                |
| 1995                                     |          | ?                                           |               |                |
| 2001                                     | 2014     | Jean-Marc Philibert                         |               |                |
| 2008                                     |          | Jean-Marc Philibert                         |               | maire sortant  |
| 2014                                     |          | Christelle Ruysschaert                      | PS            | employée       |
| 2020                                     | En cours | Christelle Ruysschaert[source insuffisante] | La Convention | maire sortante |

## Population et société

### Démographie
L'évolution du nombre d'habitants est connue à travers les recensements de la population effectués dans la commune depuis 1793. Pour les communes de moins de 10 000 habitants, une enquête de recensement portant sur toute la population est réalisée tous les cinq ans, les populations de référence des années intermédiaires étant quant à elles estimées par interpolation ou extrapolation. Pour la commune, le premier recensement exhaustif entrant dans le cadre du nouveau dispositif a été réalisé en 2007.

En 2022, la commune comptait 185 habitants, en évolution de +1,09 % par rapport à 2016 (Drôme : +2,64 %, France hors Mayotte : +2,11 %).
| 1793 | 1800 | 1806 | 1821 | 1831 | 1836 | 1841 | 1846 | 1851 |
| ---- | ---- | ---- | ---- | ---- | ---- | ---- | ---- | ---- |
| 251  | 451  | 414  | 326  | 449  | 441  | 507  | 510  | 487  |

| 1856 | 1861 | 1866 | 1872 | 1876 | 1881 | 1886 | 1891 | 1896 |
| ---- | ---- | ---- | ---- | ---- | ---- | ---- | ---- | ---- |
| 466  | 483  | 467  | 449  | 419  | 392  | 397  | 389  | 375  |

| 1901 | 1906 | 1911 | 1921 | 1926 | 1931 | 1936 | 1946 | 1954 |
| ---- | ---- | ---- | ---- | ---- | ---- | ---- | ---- | ---- |
| 362  | 339  | 303  | 272  | 234  | 226  | 216  | 205  | 207  |

| 1962 | 1968 | 1975 | 1982 | 1990 | 1999 | 2006 | 2007 | 2012 |
| ---- | ---- | ---- | ---- | ---- | ---- | ---- | ---- | ---- |
| 182  | 176  | 164  | 151  | 161  | 203  | 205  | 205  | 178  |

| 2017 | 2022 | - | - | - | - | - | - | - |
| ---- | ---- | - | - | - | - | - | - | - |
| 182  | 185  | - | - | - | - | - | - | - |

### Enseignement
Saint-Sauveur-Gouvernet dépend de l'académie de Grenoble.
- Les niveaux de maternelle et les premiers niveau de primaire sont assurés par l'école de Sainte-Jalle[21].
- Les niveaux CM1 et Cours moyen 2e année sont assurés par l'école primaire de la commune[22],

### Santé
Le plus proche médecin se trouve à Sainte-Jalle. L'hôpital et la pharmacie les plus proches sont à Buis-les-Baronnies.

### Manifestations culturelles et festivités
- Fête de L'Abricot : le 15 août[23].
- Fête communale : le dernier dimanche d'août[13].

### Cultes
La paroisse catholique de Saint-Sauveur-Gouvernet dépend du diocèse de Valence, doyenné de Notre-Dame-du-Haut-Nyonsais.

## Économie
En 1992 : vergers, lavande, pâturages (ovins).
- Foire : le 3 février[13].

Saint-Sauveur-Gouvernet fait partie de la zone d'appellation coteaux-des-baronnies.

Plusieurs producteurs de fruits sont implantés dans la commune.
Une ferme de chèvres angoras, avec un troupeau de 130 animaux, est installée dans un ancien moulin à noix du XVIIIe siècle. La transformation en pelotes de laine et en produits finis est faite localement.

### Commerce
Le restaurant L'Orangé de Provence, qui est membre du réseau Bistrot de pays, adhère à une charte dont le but est de « contribuer à la conservation et à l’animation du tissu économique et social en milieu rural par le maintien d’un lieu de vie du village ».

### Tourisme
Les touristes ont plusieurs types d'hébergements à leur disposition : camping, gîtes ruraux.

## Culture locale et patrimoine

### Lieux et monuments
- Ruines du château de Gouvernet[13], daté du  XIIIe siècle : tours crénelées, meurtrières, belle façade. Le château domine la vallée de l'Ennuye. Il a été transformé en ferme au XVIIIe siècle[réf. nécessaire].
- Église Saint-Sixte de Saint-Sauveur du XVIIe siècle : porche et oculus de style roman[13].
- Église Saint-Arnoux de la Bâtie-Verdun.
- Église Saint-Georges de Gouvernet.
- Chapelle Saint-Martin[13].
- Maisons anciennes, ruelles, voûtes[13].

Hameau de La Bâtie-Verdun : grandes fermes, petite église, deux chapelles.

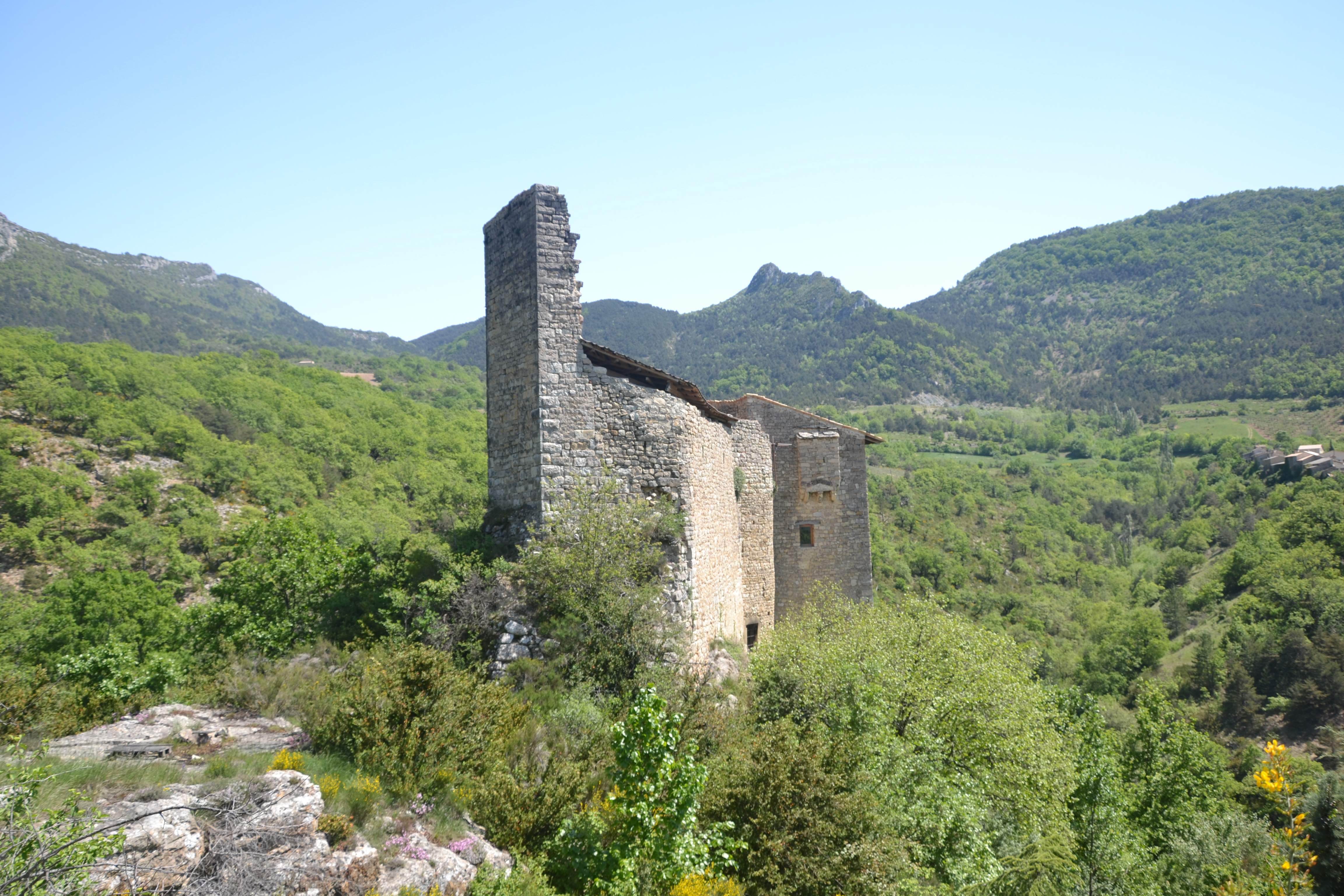
Ruines du Château de Gouvernet.
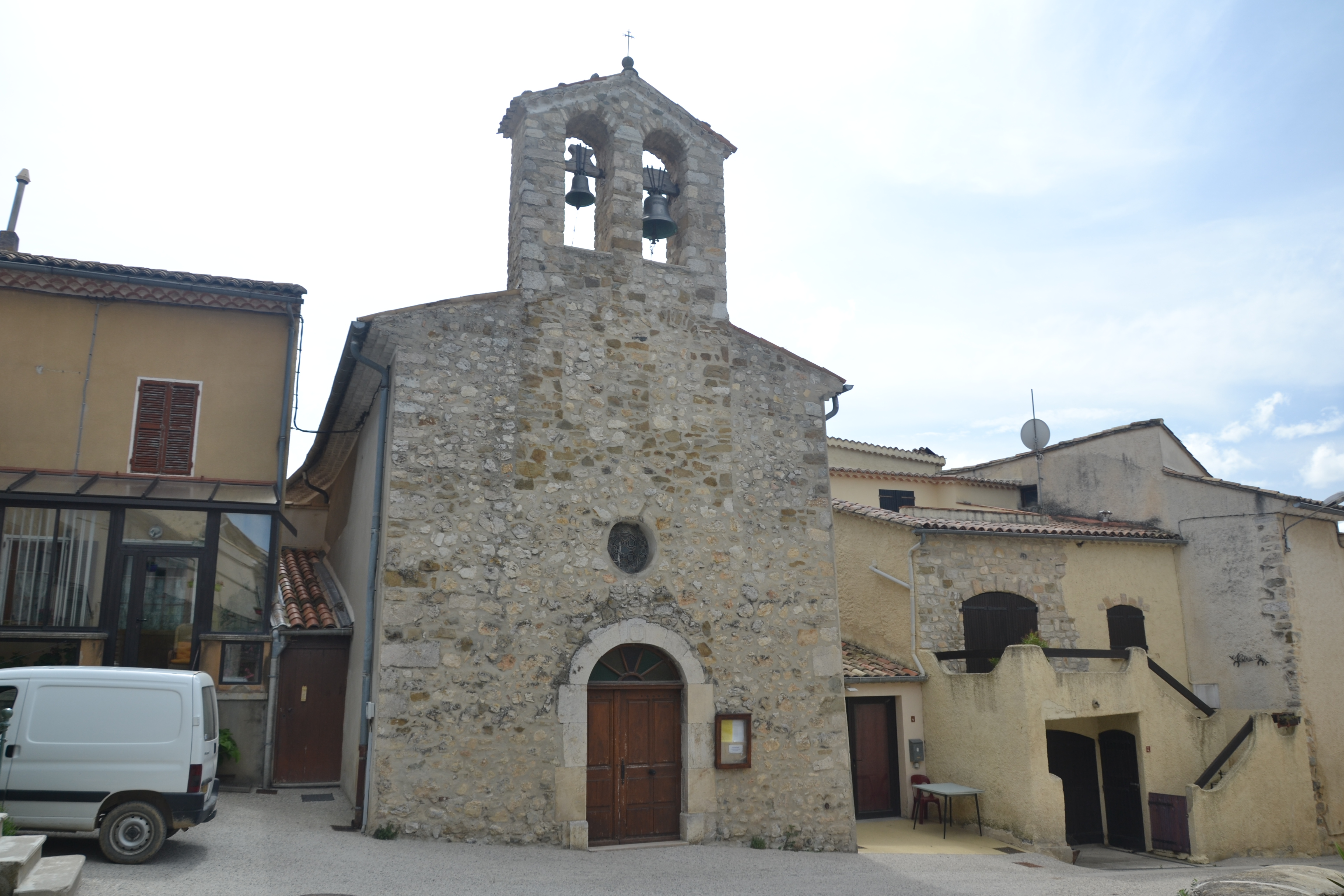
Église de Saint-Sauveur-Gouvernet.

### Patrimoine naturel
- Grottes du Turc et du Mal-Pendu[13].

### Héraldique, logotype et devise
| Blason de Saint-Sauveur-Gouvernet | Blason  | De gueules à un cerf ailé élancé d'or.           |
| Blason de Saint-Sauveur-Gouvernet | Détails | Le statut officiel du blason reste à déterminer. |